# 祖泽深
祖泽深，奉天（今辽宁）人，是一名清朝政治人物。贡生出身。
祖泽深曾于1679年接替单务嘉任苏松道道员一职，1724年由朱一凤接任。